# José de Udaeta
José de Udaeta, nom complet José Luis (Barcelona, 27 de maig de 1919 - Sant Feliu de Guíxols, 14 de setembre de 2009) fou un ballarí i coreògraf català de dansa espanyola, especialitzat en castanyoles. Es va formar amb Emma Maleras.

## Biografia
Va néixer el 27 de maig de 1919 a la ciutat de Barcelona en una família de la burgesia catalana. Després d'iniciar els estudis de medicina a la Universitat de Barcelona, estudis que abandonà, va aconseguir estudiar dansa clàssica al costat de Joan Magriñà, i posteriorment es traslladà a Madrid per estudiar dansa espanyola. El 1972 s'instal·la al Castell de Sant Pere de Ribes on viurà fins al 2007, any en què es traslladarà definitivament a Barcelona.
L'any 1989 fou guardonat amb la Medalla de Plata de les Belles Arts i el 2000 amb la Medalla d'Or al Mèrit per les Arts, concedides pel Ministeri de Cultura d'Espanya. Així mateix el 1995 li fou concedit el Premi Nacional de Dansa i el 2001 la Creu de Sant Jordi, ambdós guardons concedits per la Generalitat de Catalunya.
Estava casat amb Marta Font, que el premorí.

## Obra artística
L'any 1945 va debutar com a solista i coreògraf a l'Òpera de Madrid, abandonant aquesta companyia l'any 1949 per formar companyia pròpia amb Susanne Audeoud. Amb la companyia "Susana i José" dugué la dansa espanyola per tot Europa i Amèrica del Nord. En aquesta companyia aconseguí transmetre l'essència de la dansa espanyola mitjançant l'ús del vestuari tradicional i del so de les castanyoles, envoltant-se així mateix d'artistes com el cantant Enrique Morente, el guitarrista Andrés Batista o Paco Hernández i el pianista Antonio Robledo. Abandonà els escenaris l'any 1970, retornant breument entre 1990 i 1993.
A partir de la dècada del 1970 Udaeta s'especialitzà en la realització de coreografies per a diferents ballets i òperes d'arreu del món, destacant el Teatro Español i el Teatro María Guerrero de Madrid, l'Òpera del Rin de Düsseldorf, el Harkness Ballet Company de Nova York o el Gran Teatre del Liceu de Barcelona.

## Promoció de les castanyoles i la dansa
L'any 1957 inicià la seva tasca com a docent de dansa espanyola i de l'ús de les castanyoles a l'Acadèmia Internacional de Dansa a Colònia (Alemanya), creant en aquesta mateixa ciutat l'any 1990 la Societat Internacional de la Castanyola Musical. Així mateix l'any 1973 creà els Cursos Internacionals d'estiu de dansa espanyola a Sitges.
Al llarg de la seva carrera reunió una gran col·lecció de castanyoles, que exposà inicialment a la seva residència, durant 34 anys, del castell de Sant Pere de Ribes, però que posteriorment cedí a la Diputació de Barcelona que la instal·là a l'Institut del Teatre.

## Fons
El Centre de Documentació i Museu de les Arts Escèniques conserva la col·lecció de catanyoles José de Udaeta, consistent en 360 parelles de castanyoles de diferents èpoques (segles XVI-XX), d'arreu d'Espanya i d'altres països. La tipologia constructiva d'aquest fons és molt variada, amb predomini de la fusta, però amb presència d'altres materials com el bambú, la goma, d'ivori, etc.